# Rudolf Binz
Rudolf Binz (* 19. Oktober 1887 in Karlsruhe; † 22. Februar 1945 in Donaueschingen) war ein deutscher Kommunalpolitiker. 

## Leben

### Ausbildung
Rudolf Binz wuchs als Sohn des späteren badischen Landtagsabgeordneten Gustav Binz in Karlsruhe auf. Der Vater legte viel Wert auf humanistische Bildung. So hatte Rudolf Binz Privatunterricht, bevor er ab 1893 die Volksschule besuchte und 1897 auf das Großherzogliche Gymnasium zu Karlsruhe (heute: Markgrafen-Gymnasium Karlsruhe) wechselte. 1905 legte er sein Abitur ab und studierte anschließend in München, Heidelberg, Berlin und Freiburg Rechtswissenschaften. 1909 bestand er das erste und 1912 das zweite Staatsexamen. Anschließend arbeitete er ab 1913 als Regierungsassessor bei der Wasser- und Straßenbau-Oberdirektion in Karlsruhe. 1913 wurde er Amtsgehilfe im Bezirksamt Offenburg, wo er allerdings nur ein paar Monate blieb. Er wechselte Ende 1913 zur Reichsversicherungsanstalt für Angestellte.

### Im Ersten Weltkrieg
Ende August 1914 trat er als Freiwilliger in die 2. Ersatzbatterie des badischen Feldartillerie-Regiment 50 ein. Er nahm an verschiedenen Schlachten Teil, unter anderem in den Masuren, an der Dubissa und in Riga. Nach Abschluss des deutsch-russischen Friedensvertrag von Brest-Litowsk nahm er an der Besetzung Livlands und Estlands teil. 1918 wurde er an die Westfront versetzt. Er überlebte den Ersten Weltkrieg unverwundet. 1916 erhielt er das Eiserne Kreuz II. Klasse und 1918 das Ritterkreuz mit Schwertern des Ordens vom Zähringer Löwen.

### Karriere bis 1933
Nach dem Weltkrieg verließ Binz die Reichsversicherungsanstalt für Angestellte und kehrte in den badischen Staatsdienst zurück. Dort arbeitete er von Anfang 1919 bis Mitte 1920 im Ministerium für Übergangswirtschaft und Wohnungsbau. Anfang 1920 wurde er zum Amtmann befördert und arbeitete zeitweise als Hilfsarbeiter im Innenministerium. 1920 wurde er Leiter der Polizeiabteilung im Bezirksamt Pforzheim. Mitte 1923 wurde er zum Regierungsrat befördert und diente im Innenministerium.
1928 bewarb sich Binz auf eine Stelle als Oberbürgermeister von Lahr/Schwarzwald. In einer umstrittenen Wahl konnte er sich gegen seinen Konkurrenten Heinrich Wolters durchsetzen. Er blieb nur ein Jahr Oberbürgermeister. Seine Amtszeit war überschattet von der finanziellen Notlage der Stadt. So kehrte er 15. Juli 1929 in den Staatsdienst zurück und wurde anschließend Nachfolger von Gustav Bechthold als Landrat von Wertheim.

### Karriere während der NS-Zeit (1933–1945)
Im Bezirksamt Wertheim kam es zu Konflikten mit der erstarkten NSDAP sowie der SA, die gewaltsam gegen die Mitglieder der KPD vorgingen. Binz, nationalliberal erzogen, stellte sich bei einer Massenprügelei der NSDAP gegen politische Gegner auf die Seite der Kommunisten und schaltete die Staatsanwaltschaft ein. Dies sollte ihm nach der Machtergreifung Probleme verursachen. Er wurde von der Wertheimer Kreisleitung der NSDAP denunziert und in der Parteipresse gebrandmarkt. Auch die Wertheimer SA ging gegen den Landrat vor.
Letztlich gelang es Binz jedoch, seine Stellung zu behaupten. Eingeschüchtert und resigniert vermied er jedoch alle weiteren Konflikte mit der Kreisleitung und versuchte sich mit dem Regime zu arrangieren. So trat er im August 1933 dem Nationalsozialistischen Rechtswahrerbund bei. Der NSDAP konnte er aufgrund der Aufnahmesperre nicht beitreten. Umstritten war seine Rolle bei der Verfolgung eines unschuldigen Kaufmanns, der von NSDAP und SA aus der Stadt vertrieben wurde, weil er als Regimegegner galt. Zwar versuchte Binz, ihm weiter eine menschenwürdige Existenz zu ermöglichen, indem er beim Innenministerium vorsprach, andererseits verhinderte er nicht, dass seine Landespolizei gegen den Mann vorging.
1936 wurde Binz nach der Auflösung des Bezirksamts Wertheim nach Donaueschingen versetzt, wo er als Landrat höhergruppiert wurde. Am 10. Juni 1937 beantragte er die Aufnahme in die NSDAP und wurde rückwirkend zum 1. Mai desselben Jahres aufgenommen (Mitgliedsnummer 4.267.132). Anschließend nahm er an einem mehrwöchigen Kurs der NS-Gauschule Hornberg teil. Während seiner Zeit als Landrat von Donaueschingen beteiligte sich das Landratsamt an der Ausbeutung von Zwangsarbeitern und sorgte für die Umsetzung der Polen-Erlasse. Auch wurde er mehrfach ausgezeichnet, so mit dem Kriegsverdienstkreuz 2. Klasse, dem silbernen Treuedienst-Ehrenzeichen und dem Luftschutz-Ehrenzeichen.
Er starb am 22. Februar 1945 zusammen mit seiner Ehefrau, seiner Tochter und 50 Mitarbeitern des Landrats bei einem Luftangriff auf Donaueschingen.

## Privatleben
Rudolf Binz heiratete im Oktober 1920 die acht Jahre jüngere Hilde Zimmermann. Aus der Ehe gingen eine Tochter und ein Sohn hervor. Frau und Tochter starben zusammen mit Rudolf Binz am 22. Februar 1945 bei einem Luftangriff auf Donaueschingen. Auch sein Sohn überlebte den Zweiten Weltkrieg vermutlich nicht. Er kämpfte im besetzten Jugoslawien und gilt als vermisst.